# Virtuális Erőmű Program
A Virtuális Erőmű Program (VEP) az első, gyakorlatban is megvalósított Prevenciós Célú Virtuális Építő (PVÉP) program, amely ma[mikor?] már 10 éves múltra tekint vissza. Működtetője a PVÉP és VEP jogtulajdonos, fenntarthatósági szakértő és vállalkozó, dr. Molnár Ferenc irányítása alatt álló Magyar Innováció és Hatékonyság Nonprofit Kft. (Mi6 Nkft.), amely ezen kívül más egyéb társadalmilag felelős és fenntartható fejlődést támogató nonprofit projektet menedzsel. A VEP szakmai partnerségben működik az NFFT-vel, KEH-hel, a BM-mel, ITM-mel és a PM-mel, valamint az EMMI-vel és a hazai megyei önkormányzati, megyei jogú városi és önkormányzati szövetségekkel, illetve a fővárossal. Kiválósági programjának fővédnöke 2019 óta dr. Áder János, Magyarország volt köztársasági elnöke, védnöke pedig dr. Szili Katalin, az NFFT tiszteletbeli elnöke. A VEP Tanácsadó Testületét a hazai ipar, felsőoktatás, a szakmapolitika és szakmai szövetségek releváns szereplőinek delegáltjai alkotják.

## Céljai
A Virtuális Erőmű Program (VEP) mint prevenciós program célja, hogy az energiahatékonysági és megújuló energia alapú jó gyakorlatok gyűjtésével és disszeminácójával, illetve projektek generálásával és megvalósítás-támogatásával elősegítse a hazai vállalati, intézményi, önkormányzati és lakossági szektor energetikai szükséglet racionalizálását, ill. ezen keresztül a fenntarthatatlan, fosszilis bázisú energiatermelő rendszerek kiváltását és megszüntetését egy olyan virtuálisan vizualizált építéssel (ún. energia- és CO2-megtakarítás bebankolással) ami a sikeresen megvalósított zöld energetikai projektek energiamegtakarításaiból felépítve épít fel egy olyan fosszilis erőművet, aminek a VEP sikere esetén sosem kell felépülnie. A VEP jövő időszaki legnagyobb vállalkozása a „lakossági VEP” felfuttatása amelyben egy új, fiataloknak szóló frontális online és applikációra alapozott klímaplatform, a V-Go mellett, egy mesterséges intelligenciával támogatott, a vidéki lakossági ingatlanok felújítását szakmailag és támogatás-szervezésben is segítő, egyszerű, egyablakos online program az EMZBI (Első Magyar Zöld Beruházás-szervező Integrátor modell) segíti majd a lakosságot a legrezsicsökkentőbb, egyben a legolcsóbb felújítás megtervezésében és finanszírozás, ill. kivitelezés-szervezésében.

## Eddig eredményei
A VEP jelenleg is már a 2. legnagyobb hazai villamoserőműnek megfelelő megtakarítást hozott, 932 MW-os kiváltott fosszilis kapacitással, emellett nemzeti és nemzetközi mintaprojekt is.
2015-ben az EU TOP3 energiahatékonysági kezdeményezése közé választották, 2018-óta Interreg Europe mintaprojekt, 2019-ben pedig a köztársasági elnök a megközelítés adaptációját javasolta a tagállamoknak a New Yorki ENSZ-ülésen.

## A Virtuális Erőmű Program háttere
A PVÉP első, már 10 éve[mikor?] működő tematikus implementációja, a Virtuális Erőmű Program lényegét az Európai Bizottság egyik szakértője úgy fogalmazta meg 2015-ben, miszerint az egy olyan “unikális társadalmi innováció”, amelynek lényege, hogy nem csupán szemléletformálási céllal gyűjt és rendszerez tudásokat és adatokat, szervez projekteket és köt össze piacokat, de mindezt a tudományosság igénye melletti módszertannal teszi oly módon, hogy a fenntartható fejlődés iránti elkötelezett társadalmi hálózatot és koalíciót épít és terjeszt ki, ráadásul atipikusan olyan keretrendszerben, ahol a belépő szereplők gazdasági értelemben is “win-win” szituációba kerülnek, azaz végső soron nincs ellenérdekelt fél az “új koalícióba” való belépésben.
A PVÉP valójában egy: „Negatív jövőkép és -céltárgy megelőző program”, amely a megelőzéssel szükségtelenné váló és így nem megvalósuló negatív jövőt építi fel virtuális vizualizációval, a résztvevő közösséggel együtt azok hozzájárulásaiból és annak méretével prezentálja a „sok kicsi sokra megy” és a „baj megelőzése mindig a legjobb és legolcsóbb” elveket követve és díjazva a hozzájárulásokat, valamint az összegyűjtött tudást piaci, szakpolitikai, támogatáspolitikai és közpolitikai (oktatás, fejlesztési) célokra is felhasználva.
Univerzálisan alkalmazható minden prevenciós relációjú területen – legyen az a klímaügy, az egészségügy, a vízügy, a hulladékgazdálkodás vagy energiamegtakarítás kérdése.
A lényege, hogy prezentálhatóvá teszi a negatív jövőt és az annak elkerülésére tett akár legkisebb hozzájárulásokat is – gazdaságilag racionális, emberileg és hozzáállásban “trendi” eredményeket gyűjtve, megosztva, benchmarkolva, peer group-olva és saját hozzájárulással is létrehozva.